# Saint-Jean-des-Bois
Saint-Jean-des-Bois là một xã trong tỉnh Orne, vùng Normandie tây bắc nước Pháp. Xã Saint-Jean-des-Bois nằm ở khu vực có độ cao trung bình 250 mét trên mực nước biển.